# Terra Nova do Norte
Terra Nova do Norte är en kommun i Brasilien.   Den ligger i delstaten Mato Grosso, i den centrala delen av landet, 1 000 km nordväst om huvudstaden Brasília. Antalet invånare är 11 302.
Omgivningarna runt Terra Nova do Norte är huvudsakligen savann. Runt Terra Nova do Norte är det mycket glesbefolkat, med 7 invånare per kvadratkilometer.